# Bismite
La bismite è un minerale.